# Guillem Raimon
Guillem Raimon o Guilhem Raimon (fl. XIII secolo) è il nome di un trovatore o più probabilmente joglar, attivo sembra in Italia, dove avrebbe ottenuto o millantato l'epiteto di "re dei giullari".
Il nome compare in un manoscritto (H), mentre in un altro (P) risulta Raimon Guilhem. Secondo lo Chabaneau, si tratterebbe della stessa persona, alla quale attribuisce quattro tenzones o scambi di coblas. Bartsch e Bertoni invece non approvano tale identificazione. Entrambi i trovatori furono attivi alla corte estense, uno dei quali, per l'esattezza Raimon Guillem, lo troviamo qui in uno scambio di coblas con Ferrarino Trogni da Ferrara. Guilhem Raimon invece compare in uno scambio di coblas in una tenso con Aimeric (forse Aimeric de Peguilhan) sempre alla corte estense. Il Raimon Guillem che tenzonò con Ferrarino, spiega Bertoni, cronologicamente è situabile sul finire del XIII secolo, mentre l'altro, Guillem Raimon, che tenzonò con Aimeric, verrebbe a collocarsi probabilmente agli inizi del XIII: quasi a un secolo di differenza l'uno dall'altro.
Per quanto concerne la determinazione cronologica dell'attività del trovatore, i vari autori offrono più che altro delle congetture, non avallate da fonti documentali probanti. Se Bertoni tende a collocarla all'inizio del XIII secolo, Paden, d'altro canto, pone Guillen alla corte estense dopo il 1260.